# Баррэ

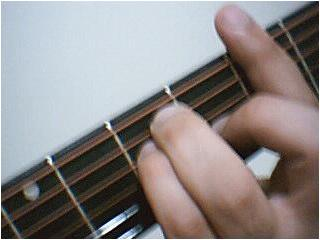
Аккорд с барре указательным пальцем

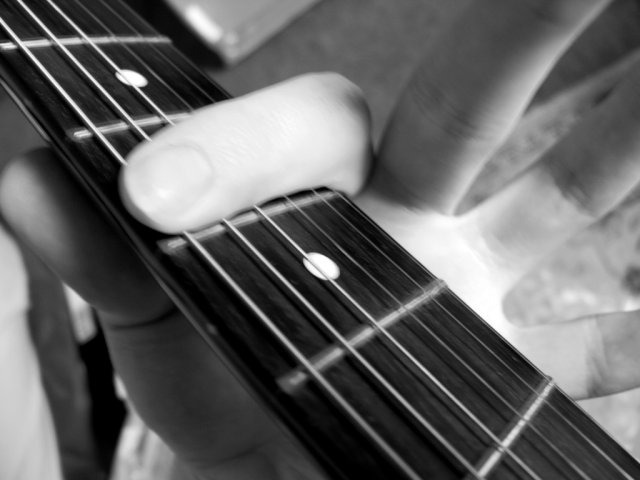
Большое барре

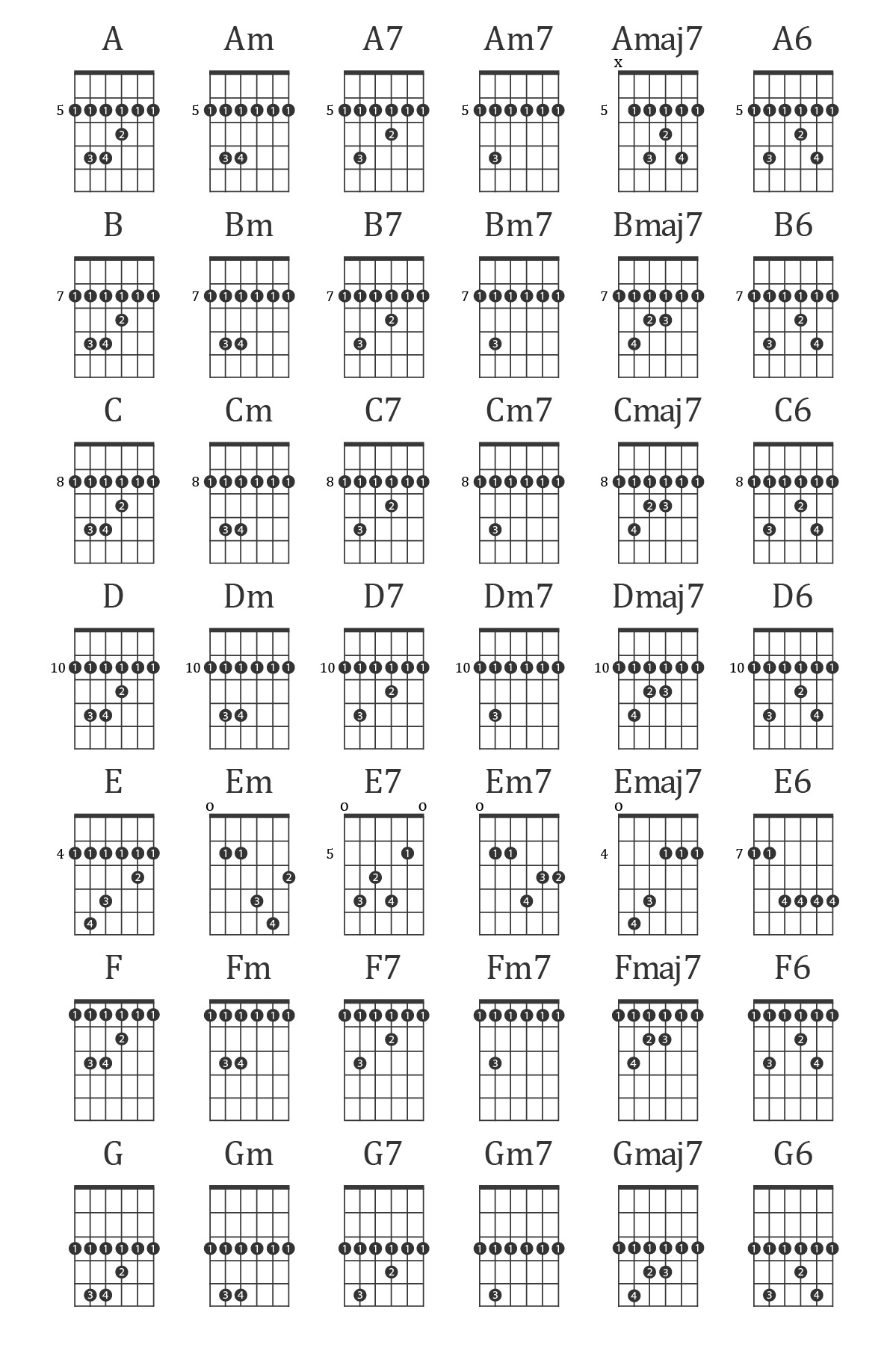
Аккорды с барре

Барре́ (фр. barré — перегороженный) — это способ зажатия струн на гитаре, когда указательный палец играющей на грифе руки зажимает одновременно несколько струн на грифе.
В терминах гитары барре бывает большим и малым. Большое барре — приём, при котором указательным пальцем зажимаются все или все, кроме одной струны. На нотном стане большое барре обозначается горизонтальной пунктирной линией в тактах. (Над линией римской цифрой указывается номер лада.) В отличие от большого малое барре исполняется любым пальцем и включает в себя половину или менее струн.

## Барре при обучении игре на гитаре
Для обучающихся игре на гитаре барре является достаточно трудным приёмом чисто физически. Однако, это обязательное требование к гитаристу любого уровня. Барре легче берётся, если кисть руки подать немного вперёд, а указательный палец расположить слегка на боку: тогда остальным пальцам будет легче прижимать свои струны. Также указательный палец (в редких случаях безымянный) нужно ставить как можно ближе к предыдущему (металлическому) ладу, почти на границе с ладом выше: в этом месте зажать барре легче.
Приём барре закрепляется на ранних периодах обучения игре на гитаре, так как не зная данного приёма, невозможно сыграть бо́льшую часть аккордов. При этом наиболее распространённые гитарные аккорды Am и Dm, а также E, Em, A, C, G и др. в большинстве случаев исполняются без барре. Так, в аккорде Am (ля-минорное трезвучие) стандартно участвуют три ноты: первый палец — вторая струна на первом ладу, второй палец — на четвёртой струне на втором ладу и третий палец на третьей струне на втором ладу (это нота ля — тоника аккорда). В силу своей простоты аккорд Am без барре является одним из наиболее часто используемых. Но существует и вариант аккорда Am c барре: барре указательным пальцем берётся на пятом ладу, безымянным и мизинцем зажимаются четвёртая и пятая струны на седьмом ладу. В данном случае аккорд звучит более ярко и гармонично. Таким образом, если в качестве примера привести аккорд Am, то при использовании его с барре, с него легче переходить на другие аккорды, например на F или G. А некоторые аккорды в стандартном виде используются только с барре. Среди них такие, как F, Fm, F#m, F#, Gm, G#m, B, Bm, Cm, C#m, D#…
Существуют приёмы игры на гитаре, позволяющие обходиться без барре. Так, аккорды, которые стандартно исполняются только с барре, имеют некоторые интерпретации без барре. В частности, аккорд F можно взять без барре, зажав указательным пальцем только шестую струну на первом ладу — нота Фа — основная нота аккорда. Звучание будет иметь другую окраску. Однако использование различных интерпретаций аккордов не панацея: игнорировать приём барре и не осваивать его в процессе обучения нельзя, так как данные формы аккордов характерны для отдельных музыкальных жанров (например, кантри или рок-н-ролл) и не дают гармоничного звучания в каждом конкретном случае и/или композиции.